# Centaurea tardiflora
Centaurea tardiflora — вид квіткових рослин родини айстрових (Asteraceae). Ареал: Туреччина (пд.-сх. Анатолія).